# Labeobarbus platydorsus
Labeobarbus platydorsus és una espècie de peix pertanyent a la família dels ciprínids.

## Descripció
- Fa 63,5 cm de llargària màxima.[5]

## Alimentació
Els exemplars de menys de 15 cm de llargària mengen principalment larves d'insectes i, a mesura que augmenten de grandària, afegeixen mol·luscs i matèria vegetal a llur dieta. Quan assoleixen mides de més de 25 cm, els peixos són el seu aliment principal.

## Hàbitat
És un peix d'aigua dolça, bentopelàgic i de clima tropical (13°N-11°N).

## Distribució geogràfica
Es troba a Àfrica: és un endemisme del llac Tana (Etiòpia).

## Observacions
És inofensiu per als humans.